# Johan Ernst af Nassau-Weilburg
Johan Ernst af Nassau-Weilburg (født 13. juni 1664, død 27. februar 1719) var fyrstelig greve af Nassau-Weilburg og kurpfalzisk generalfeltmarskal. Han var søn af regerede greve Frederik af Nassau-Weilburg (1640–1675) og Christiane Elisabeth af Sayn-Wittgenstein-Homburg (1646–1678).

## Fransk besættelse
Johan Ernsts far døde, da drengen var 11 år gammel. I begyndelsen regerede han under formynderskab. 
Under den pfalziske arvefølgekrig besatte Frankrig den del af Nassau-Weilburg, der ligger i Donnersbergkreis vest for Rhinen. Da krigen sluttede i 1697, blev landet genforenet. 

## Krige
Johan Ernst deltog som officer i den pfalziske arvefølgekrig og den spanske arvefølgekrig. 
Først var han i tjeneste hos Hessen-Kassel og derefter hos Kurpfalz. I 1702 blev han udnævnt til kurpfalzisk generalfeltmarskal.

## Blev ikke fyrste
I 1688 fik nogle af greverne af Nassau lovning på at blive fyrster. Johan Ernst nægtede imidlertid at betale for værdigheden, og han blev aldrig fyrste. 
På sin 52-års fødselsdag den 27. september 1737 tillagde sønnen Karl August sig titel som fyrste. 

## Familie
Johan Ernst var gift med  Marie Polyxena af Leiningen-Dagsburg-Hartenburg (1662 – 1725). De fik fire sønner og fem døtre. 
Én af sønnerne Karl August (1685–1753) blev greve og senere fyrste af Nassau-Weilburg.